# Манкос (Колорадо)
Манкос (енгл. Mancos) град је у америчкој савезној држави Колорадо.

## Демографија
По попису из 2010. године број становника је 1.336, што је 217 (19,4%) становника више него 2000. године.
| Група             | 2000.       | 2010.         |
| Белци             | 940 (84,0%) | 1.051 (78,7%) |
| Афроамериканци    | 0 (0,0%)    | 1 (0,1%)      |
| Азијати           | 0 (0,0%)    | 9 (0,7%)      |
| Хиспаноамериканци | 139 (12,4%) | 164 (12,3%)   |
| Укупно            | 1.119       | 1.336         |